# Smirnenski (Roese)
Smirnenski (Bulgaars: Смирненски) is een dorp in het noordoosten van Bulgarije. Het is gelegen in de gemeente Vetovo in de oblast Roese. Het dorp ligt ongeveer 30 km ten oosten van Roese en 268 km ten oosten van de hoofdstad Sofia.

## Bevolking
De telling van 1934 registreerde 3.078 inwoners. Dit aantal groeide langzaam tot een hoogtepunt van 3.679 inwoners in 1985. Vanaf dat moment begon het inwonersaantal echter drastisch terug te lopen. Zo werden er op 31 december 2019 zo'n 1.999 inwoners geteld.  Van de 2.171 inwoners reageerden er 2.141 op de optionele volkstelling van 2011. Zo'n 1.843 personen identificeerden zich als Bulgaarse Turken (86,1%), gevolgd door 233 personen die zich als Bulgaren (10,9%) identificeerden en 43 personen waren Roma (2%).
Van de 2.171 inwoners die in februari 2011 werden geregistreerd, waren er 280 jonger dan 15 jaar oud (13%), terwijl er 448 inwoners van 65 jaar of ouder werden geteld (21%).